# Hành chính Việt Nam thời Bắc thuộc lần 4
Thời kỳ Bắc thuộc lần 4 của Việt Nam kéo dài 20 năm, bắt đầu từ năm 1407 khi nhà Minh đánh bại nhà Hồ và chấm dứt năm 1427 khi Lê Lợi đánh đuổi được quân Minh ra khỏi bờ cõi, giành thắng lợi hoàn toàn trong cuộc khởi nghĩa Lam Sơn. Bộ máy cai trị và các đơn vị hành chính thời kỳ này do nhà Minh sắp đặt và điều chỉnh, trên cơ sở các đơn vị cũ từ thời nhà Trần và nhà Hồ.

## Tên gọi
Năm 1406, nhà Minh dùng chiêu bài "phù Trần diệt Hồ" để mang quân sang xâm lược nước Đại Ngu. Nhà Hồ nhanh chóng thất bại hoàn toàn vào giữa năm 1407. Nước Đại Ngu bị tiêu diệt và bị sáp nhập vào lãnh thổ Trung Quốc. Minh Thành Tổ nhân đó đổi gọi An Nam (tên gọi Việt Nam trong ngoại giao với Trung Quốc thời phong kiến) thành quận Giao Chỉ.

## Các đơn vị hành chính
Nhà Minh chia quận Giao Chỉ làm 17 phủ là: Giao Châu, Bắc Giang, Lạng Giang, Tam Giang, Thái Nguyên, Tuyên Hóa, Kiến Bình, Tân An, Kiến Xương, Phụng Hóa, Thanh Hóa, Trấn Man, Lạng Sơn, Tân Bình, Nghệ An, Thuận Hóa và Thăng Hoa. Dưới 17 phủ là 47 châu, 154 huyện, 1 vệ, 13 sở, 1 thuyền chợ.
Năm 1408, Trương Phụ tâu về nhà Minh, Giao Chỉ đông tây dài 1760 dặm, nam bắc dài 2700 dặm.
Phần lớn các đơn vị hành chính thời thuộc Minh được đặt vào giữa năm 1407 khi Minh Thành Tổ vừa đánh bại được nhà Hồ. Nhiều phủ, châu, huyện được đổi tên trong thời gian này, gồm 5 phủ, 7 châu, 27 huyện; còn lại các đơn vị khác được giữ như thời Trần Hồ.

### Phủ Giao Châu
Phủ Giao Châu gồm có 5 châu, bản phủ trực tiếp lãnh 2 huyện: Đông Quan, Từ Quảng. 5 châu gồm:
- Uy Man lĩnh 4 huyện: Sơn Định, Thanh Oai, Ứng Bình, Đại Đường
- Phúc An lĩnh 3 huyện: Bảo Phúc, Phù Lưu, Thanh Đàm
- Tam Đái lĩnh 6 huyện: Phù Long, Yên Lãng, Phù Ninh, Yên Lạc, Lập Thạch, Nguyên Long
- Từ Liêm lĩnh 2 huyện: Đan Sơn, Thạch Thất
- Lị Nhân lĩnh 6 huyện: Thanh Liêm,Bình Lục, Cổ Báng, Cổ Lễ, Lị Nhân, Cổ Giả

### Phủ Bắc Giang
Gồm có 3 châu, bản phủ lĩnh 2 huyện Siêu Loại và Gia Lâm. 3 châu gồm:
- Gia Lâm lĩnh 3 huyện: An Định, Tế Giang, Thiện Tài
- Vũ Ninh lĩnh 5 huyện: Tiên Du, Vũ Ninh, Đông Ngàn, Từ Sơn, Yên Phong
- Bắc Giang lĩnh 3 huyện Tân Phúc, Thiện Thệ, Yên Việt

### Phủ Lạng Giang
Gồm 3 châu, bản phủ trực tiếp lĩnh 5 huyện: Thanh Viễn, Cổ Dõng, Phượng Sơn, Na Ngạn, Lục Na. Ba châu gồm:
- Lạng Giang lĩnh 4 huyện: Thanh An, Yên Ninh, Cổ Lũng, Bảo Lộc
- Nam Sách lĩnh 3 huyện: Thanh Lâm, Chí Linh, Bình Hà
- Thượng Hồng lĩnh 3 huyện: Đường Hào, Đường An, Đa Cầm

### Phủ Tam Giang
Gồm 3 châu là:
- Thao Giang lĩnh 4 huyện: Sơn Vi, Ma Khê, Thanh Ba, Hạ Hoa
- Tuyên Giang lĩnh 3 huyện: Đông Lan, Tây Lan, Hồ Nham
- Đà Giang lĩnh 2 huyện: Lũng Bản, Cổ Nông

### Phủ Kiến Bình
Vốn là Phủ Kiến Hưng thời Trần Hồ. Chỉ gồm 1 châu Trường Yên. Bản phủ trực tiếp lĩnh 5 huyện: Ý Yên, Yên Bản, Bình Lập, Đại Loan,Vọng Doanh.
Châu Trường Yên lĩnh 4 huyện: Uy Viễn, Yên Mô, Yên Ninh, Lê Bình

### Phủ Tân An
Vốn là Phủ Tân Hưng thời Trần Hồ. Gồm có 3 châu, bản phủ trực tiếp lĩnh 5 huyện: Giáp Sơn, Thái Bình, Đa Cực, A Côi, Tây Quan. Ba châu gồm:
- Đông Triều lĩnh 4 huyện: Đông Triều, An Lão, Cổ Phí, Thủy Đường
- Tĩnh An lĩnh 8 huyện: Đông An, Chi Phong, An Lập, An Hòa, An Đại, Độc, Vạn Ninh, Vân Đồn
- Hạ Hồng lĩnh 4 huyện: Trường Tân, Tứ Kỳ, Đồng Lợi, Thanh Miện

### Phủ Kiến Xương
Chỉ gồm 1 châu là Khoái, bản phủ trực tiếp lĩnh 4 huyện: Bồng Điền, Kiến Xương, Bố, Chân Lợi.
Châu Khoái lĩnh 5 huyện: Tiên Lữ, Thi Hóa, Đông Kết, Phù Dung,Vĩnh Hạc

### Phủ Phụng Hóa
Vốn là Phủ Thiên Trường thời Trần Hồ. Gồm có 4 huyện: Mỹ Lộc, Giao Thủy, Tây Châu, Thuận Vi

### Phủ Thanh Hóa
Gồm 3 châu, bản phủ lĩnh 7 huyện: Cổ Đằng, Cổ Hoằng, Đông Sơn, Cổ Lôi, Vĩnh Ninh, Yên Định, Lương Giang. Ba châu gồm có:
- Thanh Hóa lĩnh 4 huyện: Nga Lạc, Tế Giang, An Lạc, Lỗi Giang
- Ái lĩnh 4 huyện: Hà Trung, Thống Ninh, Tống Giang, Chi Ngại
- Cửu Chân lĩnh 4 huyện: Cổ Bình, Kết Duyệt, Duyên Giả, Nông Cống

### Phủ Trấn Man
Là phủ Long Hưng thời Trần Hồ, gồm 4 huyện: Tân Hóa, Đình Hà, Cổ Lũy, Thần Khê

### Phủ Lạng Sơn
Gồm 7 châu, bản phủ trực tiếp lĩnh 7 huyện: Tân An, Như Ngao, Đan Ba, Khâu Ôn, Trấn Di, Uyên, Đổng. Bảy châu gồm:
- Thất Nguyên lĩnh 6 huyện: Thùy Lãng, Cầm, Thoát, Dung, Pha, Bình
- Thượng Văn lĩnh 3 huyện: Bôi Lan, Khánh Viễn, Khố
- Hạ Văn
- Vạn Nhai
- Quảng Nguyên
- Thượng Tư
- Hạ Tư Lang

### Phủ Tân Bình
Gồm có 2 châu, bản phủ trực tiếp lĩnh 3 huyện: Phúc Khang, Nha Nghi, Tri Kiển. Hai châu gồm:
- Chính Bình lĩnh 3 huyện: Chính Hòa, Cổ Đặng, Tòng Chất
- Nam Linh lĩnh 3 huyện: Đan Duệ, Tả Bình, Dạ Độ

### Phủ Diễn Châu
Chỉ gồm có 1 châu là Diễn. Bản phủ trực tiếp lĩnh 4 huyện: Thiên Đông, Phù Dung, Phù Lưu, Quỳnh Lâm

### Phủ Nghệ An
Gồm 2 châu, bản phủ trực tiếp lĩnh 8 huyện: Nha Nghi, Phi Lộc, Cổ Đỗ, Chi La, Chân Phúc, Thổ Du, Kệ Giang, Thổ Hoàng. Hai châu gồm:
- Nam Tĩnh lĩnh 4 huyện: Hà Hoàng, Nham Thạch, Hà Hoa, Kỳ La
- Hoan lĩnh 4 huyện: Thạch Đường, Đông Ngạn, Lộ Bình, Sa Nam

### Phủ Thuận Hóa
Gồm có 2 châu:
- Thuận lĩnh 3 huyện: Ba Lăng, Lợi Điều, An Nhân
- Hóa lĩnh 7 huyện: Lợi Bồng, Sĩ Vinh, Sa Lệnh, Trà Kệ, Tư Dung, Bồ Đài, Bồ Lãng

### Phủ Thái Nguyên
Ban đầu vẫn là châu, sang năm 1408 mới thăng lên phủ. Phủ lĩnh 11 huyện: Phú Lương, Tư Nông, Vũ Lễ, Động Hỷ, Vĩnh Thông, Tuyên Hóa, Lộng Thạch, Đại Từ, Yên Định, Cảm Hóa, Thái Nguyên.

### Phủ Tuyên Hóa
Tức là Trấn Tuyên Quang thời Trần, Hồ. Đây cũng vốn là châu, sang năm 1408 mới thăng lên phủ. Phủ lĩnh 9 huyện: Khoáng, Đương Đạo, Văn Yên, Bình Nguyên, Để Giang, Thu Vật, Đại Man, Dương, Ất

### Phủ Thăng Hoa
Gồm 4 châu: Thăng, Hoa, Tư, Nghĩa thuộc Quảng Nam và bắc Quảng Ngãi hiện nay. Phủ này vốn chỉ đặt khống, trên thực tế nằm trên lãnh thổ Chiêm Thành vì đã bị vua Chiêm Thành mang quân ra chiếm lại vào năm 1407 khi Trương Phụ chưa kịp tiến đến chiếm đóng đây. Trương Phụ chỉ tiến đến Hóa châu, thu hàng Đặng Tất rồi trở về.

## Bộ máy cai trị
Quận Giao Chỉ được thiết lập bộ máy cai trị giống như các đơn vị hành chính của nhà Minh khi đó, gồm có 3 ty trực tiếp thuộc vào triều đình Yên Kinh:
1. Đô chỉ huy sứ ty phụ trách quân chính
2. Thừa tuyên bố chính sứ ty phụ trách dân sự và tài chính
3. Đề hình án sát sứ ty phụ trách tư pháp

Để tăng cường quản lý Giao Chỉ, năm 1419, theo đề nghị của Lý Bân, nhà Minh tổ chức lại hệ thống xã thôn thành lý và giáp. Cứ 10 hộ thành 1 giáp do Giáp trưởng đứng đầu; 110 hộ thành 1 lý do lý trưởng đứng đầu. Tương đương với lý, tại nội thành gọi là phường, tại ngoại thành gọi là sương. Chức năng chính của Lý trưởng và Giáp trưởng là thu thuế cho chính quyền đô hộ. Tổng số dân theo số liệu năm 1408 là 3.120.000 người.
Nhằm củng cố thêm bộ máy trấn trị người Việt, nhà Minh đặt ra 15 vệ tại các phủ, châu, huyện hiểm yếu gồm: Giao Châu tả vệ, Giao Châu hữu vệ, Giao Châu trung vệ (3 vệ này nằm trong phủ Giao Châu), Giao châu tiền vệ (tại phủ Bắc Giang), Giao Châu hậu vệ (ở Phủ Kiến Bình), Xương Giang vệ (phủ Lạng Giang), Trấn Man vệ (phủ Trấn Man), Tân Yên vệ (phủ Tân Yên), Tam Giang vệ (phủ Tam Giang), Thanh Hóa vệ (Phủ Thanh Hóa), Nghệ An vệ (phủ Nghệ An), Thuận Hóa vệ (Phủ Thuận Hóa), Thị Cầu thủ ngự thiên hộ sở (ở châu Vũ Ninh), Tân Bình thủ ngự thiên hộ sở (ở Phủ Tân Bình), Nam Tĩnh thủ ngự thiên hộ sở (ở châu Nam Tĩnh), Diễn Châu thủ ngự thiên hộ sở (ở Phủ Diễn Châu).
Để đảm bảo giao thông liên lạc giữa các phủ, châu, huyện của Giao Chỉ với Trung Quốc, năm 1415, nhà Minh cho mở đường thủy Vĩnh An, Vạn Ninh, đặt trạm tiếp đón tận Khâm châu; đồng thời cho đặt trạm ngựa đến thẳng phủ Hoành châu. Trên toàn địa bàn Giao Chỉ có 374 nhà trạm, nhiều nhất là phủ Giao Châu có 51 nhà trạm.